# Thirteen (Alton Towers)
Thirteen (parfois orthographié Th13teen) est un parcours de montagnes russes en métal situé à Alton Towers en Angleterre. L'attraction a été construite par Intamin et a ouvert le 20 mars 2010.
L'attraction remplace les montagnes russes Corkscrew, qui étaient dans le parc depuis 28 ans.

## Développement de l'attraction
Le parc révèle les premiers détails de l'attraction en octobre 2008, expliquant les raisons de la suppression de Corkscrew. 
Le permis de construire est retardé à cause de la proximité du projet avec la colline Iron Age. Cependant, en mars 2009, le conseil du district de Staffordshire Moorlands accepte la construction (avec conditions) et le gros œuvre commence trois mois plus tard. Durant cette période, l'attraction et son projet étaient nommés Secret Weapon 6 (« arme secrète no 6 »).
Le projet se veut dans la lignée des premières mondiales que le parc a connu avec Oblivion, Air ou Nemesis. L'idée initiale de la particularité secrète de ces montagnes russes provient à l'origine d'un plan conçu par John Wardley, consultant en attractions pour Merlin Entertainments, dans lesquels un morceau de voie devait s'incliner pendant le tour. Ce n'aurait pas été une première mondiale pourtant, puisqu'on trouve ce système sur les montagnes russes Winja's Fear & Winja's Force dans le parc allemand Phantasialand. L'idée est cependant gardée et évolue pour créer finalement les premières montagnes russes à combiner une section de chute libre.

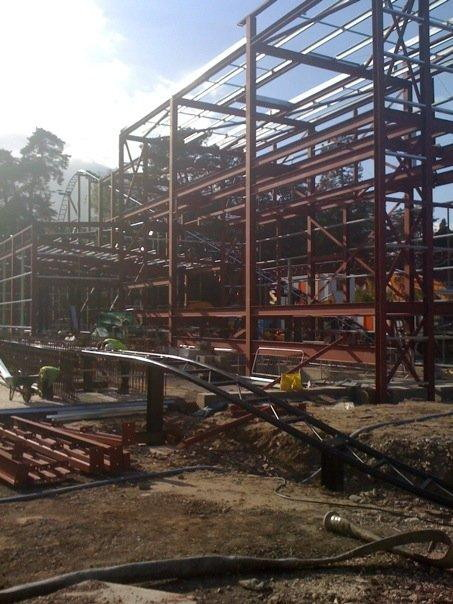
Construction de l'attraction.

Cette particularité n'est révélée que le 17 mars 2010 sur GMTV, dans une émission spéciale sur l'attraction. 
Après la démolition de Corkscrew, une large place vide se trouve dans la zone Ug Land du parc. John Wardley et ses collègues travaillent pour créer le thème qui entourera les nouvelles montagnes russes de cette zone. Pour garder à l'abri des yeux l'élément secret de l'attraction, une partie du circuit du être construit dans un bâtiment qui prit la forme d'une crypte. Le choix du type de montagnes russes se porte sur un petit parcours familial d'Intamin pour le poids raisonnable de ses trains, permettant de soulager les vérins hydrauliques utilisés dans la section de chute libre. 
Le thème et concept de la nouvelle zone, rebaptisée Dark Forest est travaillés par Candy Holland, Art Director pour Merlin Entertainments. L'équipe de marketing d'Alton Towers, dirigée par Morwenna Angove fit un travail pour garder au maximum le secret de la particularité de l'attraction, espérant la garder jusqu'à l'ouverture. En 2008, des concept art sont présentés sur internet mais sont vite retirés à la demande d'Alton Towers.
Le nom officiel de l'attraction, Thirteen, est annoncé le 11 décembre 2009 lors d'une conférence de presse. Ce chiffre fait bien entendu référence à la triskaïdékaphobie, phobie du nombre 13.
Pour faire parler de l'attraction, une campagne de marketing virale est mise en place. Dans un article de presse publié quelques mois après le début de la construction, l'attraction est nommée Psychoaster. L'attraction doit allier la peur physique et psychologique. De fausses restrictions sont même annoncées pour impressionner et faire parler de l'attraction. Ainsi, il fut dit que l'attraction ne serait accessible qu'aux personnes entre 16 et 55 ans, en bonne santé.

## Description du tour
Les alentours de l'attraction (précédemment connus sous le nom Ug Land) changent complètement de thématique pour l'ouverture de Thirteen. La nouvelle zone est basée sur l'histoire d'une forêt surnaturelle. Plusieurs bâtiments ont ainsi vu des branches les recouvrir, comme si la forêt prenait le dessus. La zone est rebaptisée Dark Forest.
La longue file d'attente passe dans les bois. On peut, au fil de notre avancé découvrir des plaques gravées comportant des chiffres romains (de 1 à 13) avant d'arriver dans un bâtiment de pierre servant de gare.
L'attraction débute avec une remontée de 18 mètres de haut suivi d'un parcours entre les arbres. Le parcours procure quelques airtimes et comportes de nombreux changements de direction avant d'entrée dans la crypte où l'élément inédit est placé. Une fois le train à l'intérieur, des effets de lumière et de souffleries aident à la surprise de la chute. Une fois en bas, le train démarre alors à vive allure en marche arrière dans le noir complet. Il ressort alors et par un système d'aiguillage, retrouve la marche avant pour rentrer en gare.